# Guro
Guro é uma vila da província de Manica, em Moçambique, sede do distrito do mesmo nome. A povoação foi elevada ao estatuto de vila em 5 de Setembro de 2003. É também conhecida como Guro-sede ou Sanga.